# Зникнення (фільм, 2002)
«Зникнення» (англ. Disappearance) — американський телефільм жаху 2002 року режисера Волтера Клінгарда з Гаррі Гемліном та Сьюзен Дей у головних ролях. Прем'єра відбулась 21 квітня 2002 року на телеканалі «TBS».

## Синопсис
Подорожуючи штатом Нью-Мексико на автомобілі, сім'я вирішує звернути з наміченого маршруту та відшукати занедбане шахтарське містечко Вівер, яке вказане на їхній старій мапі. Не надаючи значення дивним речам, які кояться навколо них, безтурботно продовжує пошуки містечка. Коли ж родина знаходить містечко, воно виявилося зовсім безлюдним, а мешканці, здається, поспіхом покинули його. Сім'я вирішує залишити містечко, але автівка не заводиться і телефони не працюють. Схоже, родина буде змушена провести ніч у Вівері.

## У ролях
| Актор                   | Роль            |
| ----------------------- | --------------- |
| Гаррі Гемлін            | Джим Генлі      |
| Сьюзен Дей              | Петті Генлі     |
| Джеремі Лелліотт        | Метт Генлі      |
| Бася А'Герн             | Кейт Генлі      |
| Джеймі Крофт            | Ітан            |
| Роджер Ньюкомб          | Лестер          |
| Джеремі Кьюлі           | шериф Річардс   |
| Вікторія Діксон-Віттл   | Ліза            |
| Енні Картер             | Теммі           |
| Крістофер Джеймс Тейлор | Стів            |
| Шарлотта Різ            | Рейчел          |
| Ян Бойс                 | старий          |
| Роберт Макферсон        | помічник шерифа |
| Ніккі Форт              | офіціянтка      |
| Пол Райхштейн           | Браян           |
| Домінік Педлар          | кухар Білл      |
| Клод Реві               | байкер          |
| Клайв Каннінґем         | байкер          |